# 伊斯特拉縣
伊斯塔斯卡縣是克羅地亞最西部的一個縣，位於伊斯特拉半島上，東南、南、西環亞德里亞海，北為斯洛文尼亞，東與克羅地亞其他地方連接。面積2,820平方公里，人口206,344（2001年），官方語言為義大利語。首席行政長官稱為"Župan"。首府帕津。下分十市、三十一鎮。縣議會有41席。